# Oxysychus
Oxysychus is een geslacht van vliesvleugeligen uit de familie Pteromalidae. De wetenschappelijke naam van dit geslacht is voor het eerst geldig gepubliceerd in 1956 door Delucchi.

## Soorten
Het geslacht Oxysychus omvat de volgende soorten:
- Oxysychus acanthocini (Ashmead, 1887)
- Oxysychus africanus (Risbec, 1957)
- Oxysychus albiziarum Rasplus, 1989
- Oxysychus callidii (Ashmead, 1896)
- Oxysychus chappuisi (Risbec, 1955)
- Oxysychus coimbatorensis (Ferrière, 1939)
- Oxysychus convexus Yang, 1996
- Oxysychus facialis (Provancher, 1887)
- Oxysychus ferus (Girault, 1927)
- Oxysychus fusciclavula Xiao & Huang, 2004
- Oxysychus genualis (Walker, 1862)
- Oxysychus grandis Yang, 1996
- Oxysychus kainophanestus Narendran & Van Harten, 2011
- Oxysychus lankaensis Sureshan, 2007
- Oxysychus macregaster Sureshan & Narendran, 2002
- Oxysychus magnicollis Graham, 1996
- Oxysychus maindroni (Risbec, 1955)
- Oxysychus mori Yang, 1996
- Oxysychus nupserhae (Dutt & Ferrière, 1961)
- Oxysychus pilosulus (Thomson, 1878)
- Oxysychus pini Yang, 1996
- Oxysychus planiscuta Delucchi, 1956
- Oxysychus prosphatosus Narendran & Van Harten, 2011
- Oxysychus ranomafanae (Risbec, 1952)
- Oxysychus regnieri (Masi, 1934)
- Oxysychus sauteri (Masi, 1922)
- Oxysychus scolyti Yang, 1996
- Oxysychus silvestrii (Masi, 1922)
- Oxysychus sphaerotrypesi Yang, 1996
- Oxysychus sphenopterae (Ferrière, 1931)